# Jechezkel Flomin
Jechezkel Flomin (hebr.: יחזקאל פלומין, ang.: Yehezkel Flomin, ur. 2 sierpnia 1935 w Jerozolimie, zm. 16 października 2019) – izraelski prawnik, ekonomista, wykładowca, autor książek i polityk, w latach 1977–1979 wiceminister finansów, w latach 1974–1981 poseł do Knesetu z listy Likudu.

## Życiorys
Urodził się 2 sierpnia 1935 w Jerozolimie, w ówczesnym Brytyjskim Mandacie Palestyny. Do szkoły średniej uczęszczał w Tel Awiwie, już w niepodległym Izraelu, a następnie ukończył studia prawnicze i ekonomiczne na Uniwersytecie Telawiwskim.
W 1953 dołączył do Partii Liberalnej, z czasem został przewodniczącym młodzieżówki partyjnej oraz członkiem zarządu partii. W latach 1962–1969 był wykładowcą na Uniwersytecie Telawiwskim, a w latach 1971–1972 wykładał na Uniwersytecie Hebrajskim w Jerozolimie. Był autorem książek o orzecznictwie prawnym – z zakresu prawa podatkowego i spadkowego.
W wyborach parlamentarnych w 1973 Partia Liberalna wystartowała w ramach jednej listy wyborczej z Herutem, Wolnym Centrum, Listą Państwową i Ruchem na rzecz Wielkiego Izraela jako Likud. Ugrupowanie wprowadziło do izraelskiego parlamentu 39 posłów, jeden z mandatów objął Flomin, który w ósmym Knesecie zasiadał w komisji finansów. W wyborach w 1977 uzyskał reelekcję, a w Knesecie dziewiątej kadencji zasiadał w komisjach finansów oraz spraw gospodarczych, a także w podkomisji zajmującej się ustawą Bundestagu dotyczącą odszkodowań dla ofiar Holocaustu.
28 czerwca 1977 dołączył do – powołanego osiem dni wcześniej – pierwszego rządu Menachema Begina jako wiceminister finansów w ministerstwie kierowanym przez Simchę Erlicha. Pozostał na stanowisku nieco ponad dwa lata, do 30 lipca 1979 W 1981 utracił miejsce w parlamencie. W 1986 opuścił, po trzydziestu trzech latach, Partię Liberalną i w tym samym roku znalazł się w gronie założycieli i liderów Partii Liberalnego Centrum, która nie odniosła jednak żadnych sukcesów wyborczych.
Zmarł 16 października 2019, został pochowany na cmentarzu w Ramat ha-Szaron.

## Życie prywatne
Był żonaty z Szoszanną, z którą miał troje dzieci.